# Гонсалес, Бетулио
Бетулио Гонсалес (англ. Betulio Gonzalez; род. 24 октября 1949)— венесуэльский боксёр-профессионал выступавший в наилегчайшей весовой категории. Чемпион мира по версиям WBC (3 июня — 29 сентября 1972, 4 августа — 1 октября 1974) и WBA (12 августа 1978 — 17 ноября 1979).

## Карьера
Бетулио Гонсалес дебютировал на профессиональном ринге 24 апреля 1968 года победив техническим нокаутом Элио Монзанта. 6 марта 1970 года, в своем 18 поединке (16 побед, 9 из них досрочно и 1 ничья) потерпел первое поражение в карьере от  Феликса Маркуса (3-1-1), а 8 мая того же года потерпел и второе поражение от Игнасио Эспиналя (7-0-1). Однако в том же году взял реванши за эти поражения: 6 июня решением большинства судей победил Маркуса и выиграл вакантный титул чемпиона Венесуэлы в наилегчайшем весе, а 4 августа победил техническим нокаутом Эспинаоя.
1 апреля 1971 года проиграл единогласным судейским решением японцу Масао Обе (27-2-1) в бою за титул чемпиона мира по версии WBC. 20 ноября того же года свёл вничью поединок с Эрбито Салаваррии (33-6-2), за титул чемпиона мира по версии WBC. 3 июня 1972 года нокаутировал филиппинца Сократеса Батото и завоевал титул чемпиона мира по версии WBC, но уже 29 сентября проиграл титул тайскому боксёру Венису Борхорсору (30-1). 
4 августа 1973 года победил решением большинства судей мексиканца Мигеля Канто (33-3-3) и повторно завоевал титул чемпиона мира по версии WBC. 17 ноября того же года защитил титул в бою с Альберто Моралесом (18-5-1). 20 июля 1974 года повторно защитил титул в поединке против итальянца Франко Уделлы, победив того техническим нокаутом. 1 октября того же года проиграл чемпионский титул японцу Сёдзи Огуме (16-2).
24 мая 1975 года проиграл раздельным судейским решением Мигелю Канто (41-4-3) в бою за титул чемпиона мира по версии WBC. 20 июня 1976 года в бою против никарагуанца Хильде Роша (4-2) выиграл титул чемпиона WBC FECARBOX (Центрально-американской боксёрской федерации). 3 октября того же года вновь проиграл раздельным судейским решением Мигелю Канто (47-4-3) в бою за титул чемпиона мира по версии WBC. 
12 августа 1978 года в бою с мексиканцем Гути Эспадасом (30-2-5) выиграл титул чемпиона мира по версии WBA. 4 ноября того же года защитил титлу в бою с чилийцем Мартином Варгасом (47-4-3). 29 января 1979 года во второй раз встретился на ринге с японцем Сдзи Огумой, поединок продлился 15 раундов завершился ничье раздельным судейским решением. 6 июля того же года в третий раз встретился в Огумой и в бою-реванше нокаутировал его. 17 ноября того же года проиграл единогласным судейским решением панамцу Луису Ибарре (18-1).
19 декабря 1981 года проиграл техническим нокаутом мексиканцу Хуану Эррере (28-2-1) в поединке за титул чемпиона мира по версии WBA. 14 августа 1982 года проиграл раздельным судейским решением аргентинцу Сантосу Бениньо Ласьяру (46-6-10). 7 июля 1984 года проиграл по очкам колумбийцу Альберто Кастро (10-0) в бою за титул чемпиона по версии WBA Fedelatin. 29 августа 1988 года свёл вничью поединок против Хауна Бланко (1-1-2) в бою за титул чемпиона Венесуэлы в наилегчайшем весе. 28 ноября 1988 года провёл последний поединок в своей профессиональной карьере, проиграв техническим нокаутом своему соотечественнику Родольфо Бланко (19-6-1). 
За своею карьеру профессионального боксёра Гонсалес провёл 92 поединка, в 76 одержал победу, 52 из них досрочно, в 12 боях проиграл (4 раза досрочно) и 4 поединка свёл вничью.